# François Descraques
Pour les articles homonymes, voir Descraques.
François Descraques est un réalisateur, scénariste, producteur, acteur et écrivain français, né le 10 février 1985 à Marseille.
Il écrit et réalise des fictions sur plusieurs supports différents : au cinéma (longs-métrages), à la télévision (séries, publicités), dans la littérature (romans, BD et mangas) ou sur internet (web-séries, courts-métrages, podcasts, feuilleton sur Twitter).
Il est le créateur du collectif et de la société de productions Frenchnerd qui recense de multiples séries et courts-métrages.
François Descraques est principalement connu pour être le créateur de la web-série Le Visiteur du futur. Il occupe occasionnellement lui-même d'autres tâches comme le montage, le cadrage ou l'infographie.
Il a aussi été chroniqueur de l'émission + ou − geek de 2011 à 2012.

## Biographie

### Les débuts et création de Frenchnerd
Fils d'un médecin militaire, Descraques réalise ses premières vidéos à l'âge de douze ans avec ses amis (notamment en compagnie de Florent Dorin) ou son petit frère Raphaël Descraques. À l'époque, il s'essaie également au montage analogique.
Il intègre en 2003 le BTS Audiovisuel Jacques Prévert de Boulogne en option image où il fait la rencontre de Slimane-Baptiste Berhoun, Anaïs Vachez et Jimmy Tillier avec qui il collabore par la suite dans ses futurs projets. Il intègre également l'association TNT (That's New Talent) dans laquelle il finit par devenir trésorier et vice-président[source insuffisante]. Avec ce groupe, il réalise plusieurs courts-métrages, notamment La Poursuite qui remporte le prix de la meilleure réalisation au Festival GOLDEN W[réf. souhaitée].
Par la suite, François Descraques participe en tant que scénariste à de nombreux projets de télévision et réalise plusieurs publicités.
Il crée à la fin de 2008 son blog Frenchnerd qui a pour but de mettre en ligne, dans un court laps de temps, des vidéos de différents concepts à but humoristique. Il réalise ainsi plusieurs web-séries seul ou avec l'aide de ses amis. Un collectif se crée peu à peu ; dorénavant l'appellation Frenchnerd désigne à la fois le blog mais également l'équipe travaillant sur ces projets.
C'est en 2009, avec la création de sa web-série comédie de science-fiction Le Visiteur du futur, que François Descraques commence à se faire un nom. La série est un franc succès et les deux premières saisons sont diffusées sur la chaîne Nolife.
En juin 2010, avec Thibault Geoffray, Slimane-Baptiste Berhoun et Anaïs Vachez, il crée sa propre société de production Frenchnerd Productions qui finance par la suite de nombreux projets.

### Collaboration avec Ankama (2011-2014)
En 2011, la société Ankama repère Le Visiteur du futur. Avec François Descraques, ils décident de sortir les DVDs des saisons 1 et 2 ainsi que de réaliser une troisième saison. Le tournage de cette nouvelle saison, intitulée Le Visiteur du Futur - Les Missionnaires, dure toute l'année 2012. Elle est divisée en quatre blocs de tournage.
En parallèle, François Descraques réalise l'émission J'irai loler sur vos tombes présentée par Davy Mourier et Monsieur Poulpe. Par la suite, avec ces deux derniers, il coscénarise et réalise Le Golden Show qui inspireront plus tard des sociétés de vidéos du web telles que le Golden Moustache et le Studio Bagel.
François Descraques réalise également deux vidéos sur commande : Starleague et le court-métrage en 3D Bonne Nouvelle.
En 2012, le département Nouvelles Écritures de France Télévisions s’intéresse aux travaux de François Descraques. Ils produisent également une web-série créée par François Descraques et Slimane-Baptiste Berhoun nommée Les Opérateurs.
L'arrivée de France Télévisions Nouvelles Écritures permet une plus grande visibilité des travaux de François Descraques auprès des médias. Les Opérateurs puis Le Visiteur du futur sont diffusés sur la chaîne télévisée France 4 et Le Monde écrit plusieurs articles sur Le Visiteur du futur,.
Les épisodes de la saison 3 du Visiteur du futur sont finalement diffusés de novembre 2012 à avril 2013 et la série est à nouveau un succès. Elle remporte de nombreux prix, notamment le prix international Los Angeles WebFest. Une BD tirée de l'univers est également publiée chez Ankama Editions.
Une quatrième saison du Visiteur du futur, sous-titrée Néo-Versailles, est produite et diffusée de janvier à juin 2014. Malgré le succès qu’elle a engendré, permettant à la série de dépasser les 40 millions de vues, François Descraques annonce qu’il s’agit de la dernière saison en tant que web-série. La suite est racontée sous forme d'un roman intitulé La Meute. Il est écrit par Slimane-Baptiste Berhoun d'après une idée originale de lui-même et de François Descraques.

### Endemol Shine Group et Pyramide Productions (2014-2020)
En octobre 2014, François Descraques et son collectif Frenchnerd lancent Frenchball, une chaîne Youtube produite par Endemol. La saison 2 de la chaîne débute ensuite le 5 novembre 2015 avec sa nouvelle série intitulée Rock Macabre.
À partir de janvier 2015, François Descraques travaille sur Dead Landes, une série télévisée cocréée avec François Uzan et réalisée par lui-même pour France 4, racontant la survie des habitants d'un camping dans les Landes après une vague de phénomènes mystérieux. La série se compose de 10 épisodes de 26 minutes, diffusée en décembre 2016. En parallèle, il réalise une web-série spin-off de cinq épisodes de huit minutes, intitulée Dead Floor. Elle suit une autre communauté de survivants des catastrophes qui ouvrent le premier épisode de Dead Landes coincée dans une discothèque proche. Elle est diffusée gratuitement sur internet.
En 2016, une suite du Visiteur du futur est lancée sous forme de manga et écrite par François Descraques : Le Visiteur du futur : La Brigade temporelle.
En 2017, il écrit plusieurs longs-métrages[réf. nécessaire]. La société de production Inga Films s'intéressent fortement à deux de ces projets.
Cette année-là, François Descraques réalise également un court-métrage pour Canal+ intitulé Le Roi des cons.
En septembre 2017, il se lance dans une fiction Twitter sous le compte 3ème droite. Cette fiction est dévoilée chaque semaine par thread de 50 tweets environ. Elle narre la vie d'un jeune chômeur qui quitte le domicile familial pour s'installer dans un appartement qu'il loue pour un loyer bizarrement très modeste. 3e Droite sort l'année suivante en version papier chez Flammarion. Parallèlement, il collabore aux saisons 1 et 2 de la série audio de Cyprien, L'Épopée temporelle.
Le 11 octobre 2018, François Descraques annonce qu’un long-métrage du Visiteur du futur est en cours de financement et produit par Pyramide Productions. En fin d'année 2018, il réalise deux épisodes de la web-série Dark Stories financée par France Télévisions - Nouvelles Écritures qui sort au cours de l'année 2019. La même année sort sur YouTube le court-métrage Minori, écrit par Cyprien Iov et qu'il a réalisé.
François Descraques lance Mystères à St-Jacut en été 2019, un feuilleton audio où les trames sont écrites mais les dialogues sont improvisés par des comédiens. Les épisodes sortent à un rythme régulier d'une fois par semaine puis une fois chaque deux semaines[pertinence contestée]. Après une pause de quatre mois en novembre 2019, le concept est relancé[réf. souhaitée] en mars 2020.

### Vie privée
En 2022, il révèle souffrir d'une malformation artérioveineuse médullaire dans la colonne vertébrale et raconte lors d'une soirée de La Veillée organisée par Patrick Baud avoir perdu l'usage de sa jambe droite pendant plusieurs mois à la suite d'une première intervention ratée.
Il a un fils.

## Effet Descraques
Les web-séries, bien qu'elles ne portent à cette époque pas encore ce nom-là, font leurs apparitions sur des sites d'hébergement de vidéos dans le début des années 2000. Elles sont alors peu nombreuses et surtout peu connues.
Ce n'est qu'à partir de 2008 que certaines web-séries françaises commencent à avoir du succès telles que Nerdz, La Flander's Company ou Noob.
L'arrivée du Visiteur du futur, en 2009, va considérablement augmenter la portée des web-séries. François Descraques, bien qu'ayant une formation professionnelle, a pu démontrer qu'il est possible de réaliser une web-série de qualité avec des amis, peu de moyens et sans être nécessairement des professionnels. À la suite de cela, des centaines de web-séries font leur apparition. C'est ce que certains commentateurs ont appelé « l'effet Descraques »,.

## Filmographie
Sauf indication contraire, les informations mentionnées dans cette section peuvent être confirmées par les bases de données cinématographiques IMDb et Allociné,  présentes dans la section « Liens externes ».

### Réalisateur

#### Cinéma
- 2022 : Le Visiteur du futur

#### Télévision
- 2012 : Spams News (pilote pour Canal+)
- 2016 : Dead Landes
- 2019 : Dark Stories (sur France.tv Slash)
- 2024 : Mortelle Raclette

#### Courts-métrages
- 2003 : L'Éternel Combat
- 2005 : L'Entretien
- 2006 : Introduction 24-42
- 2006 : La Poursuite
- 2007 : The Playfighters
- 2009 : Destination Pluton
- 2009 : St Jacut-de-la-mer
- 2010 : Starleague
- 2011 : Bonne nouvelle
- 2014 : Frenchball - Le Coup d'envoi
- 2015 : Frenchball - La Chasse aux Canards
- 2015 : Frenchball - Les Sidekicks du mercredi matin
- 2017 : Le Roi des Cons
- 2019 : Minori

#### Web-séries
- 2008-2010 : Frenchman
- 2009 : Scred TV (co-réalisé avec Slimane-Baptiste Berhoun)[20]
- 2009-2014 : Le Visiteur du futur[21]
- 2010 : L. A. Project (quelques épisodes)
- 2012 : Les Opérateurs (co-réalisé avec Slimane-Baptiste Berhoun)
- 2015 : Rock Macabre
- 2016 : Dead Floor

#### Émissions
- 2011 : J'irai loler sur vos tombes[réf. nécessaire]
- 2011 - 2012 : Le Golden Show

#### Publicités
- 2009 : Spartoo - The Greatest Shop Window
- 2011 : Deezer

### Scénariste
Excepté les publicités ainsi que J'irai loler sur vos tombes et Spams News, François Descraques est scénariste de toutes ses réalisations.

#### Longs-métrages
- 2011 : Le Sanglot des Arbres
- 2017 : Frenchman

#### Télévision
- 2006 : Les Garde du corps
- 2007 : Black out
- 2007 : Ronan
- 2010 : Spirit
- 2010 : Press Junket
- 2011 : Le Ciné du comité
- 2016 : Dead Landes (co-écrit avec François Uzan)

#### Courts-métrages
- 2008 : Il était une fois... d'Anaïs Vachez (crédité en tant que script doctor)

#### Web-séries
- 2011 : Les Geeks
- 2015 : La Théorie des Balls de Slimane-Baptiste Berhoun
- 2016 : Le Trône de Frogz (saison 2) de Yacine Belhousse

#### Fictions audio
- 2017 : L'Épopée temporelle de Cyprien Iov (co-écrit avec Cyprien Iov, Yacine Belhousse et Bruno Muschio)
- 2019 : Mystères à St-Jacut

### Acteur

#### Long-métrage
- 2015 : Les Dissociés de Raphaël Descraques : Chris

#### Télévision
- 2012 : Very Bad Blagues de Jonathan Barré (épisode Quand on est stagiaire et Quand on veut arrêter) : Deuxième stagiaire
- 2013 : Suricate : The Superheroes Hangover de Raphaël Descraques : Deadpool
- 2016 : Dead Landes de lui-même : un client

#### Courts-métrages
- 2014 : Frenchball - Le Coup d'envoi de lui-même
- 2015 : Frenchball - La Chasse aux Canards de lui-même
- 2015 : Frenchball - Les Sidekicks du mercredi matin de lui-même
- 2017 : Dans les films - Le Temps mort de Jérémy Strohm

#### Web-séries
- 2009 : Scred TV de lui-même et Slimane-Baptiste Berhoun : lui-même
- 2010 - 2011 : J'ai jamais su dire non de Slimane-Baptiste Berhoun : Eugène « Chipster ».
- 2010 - 2011 : Starleague de lui-même : Le meilleur ami de Gaspard et lui-même
- 2011 - 2012 : Flander's Company (saison 4) de Ruddy Pomarède : Magnéto
- 2015 : La Théorie des Balls de Slimane-Baptiste Berhoun : Eugène « Chipster »
- 2016 : Le Secret des Balls de Slimane-Baptiste Berhoun : Eugène « Chipster »

#### Publicité
- 2013 : Comic Con' 2013 : lui-même

### Chroniqueur
- 2011 - 2012 : + ou - geek de David Frécinaux : chroniqueur web

## Publications

### Romans
- 2014 : Le Visiteur du futur - La Meute (co-écrit avec Slimane-Baptiste Berhoun)
- 2018 : 3e droite [22]

### Mangas francophones
- 2016 - 2018 : Le Visiteur du futur : La Brigade temporelle, dessiné par Guillaume Lapeyre et Alexandre Desmassias

### Bandes dessinées
- 2012 - 2015 : L’Invasion invisible[23] (tome 1 seulement) de Sébastien Girard (en tant que script doctor)
- 2013 : Le Visiteur du futur - L’Élu des dieux[réf. nécessaire]

## Distinctions
- Festival GOLDEN W 2006 : Prix de la meilleure réalisation pour La Poursuite[réf. nécessaire]
- Los Angeles WebFest 2013 : Meilleure réalisation et meilleure production dans la catégorie « comedy / science-fiction-horror » pour Le Visiteur du futur - Les Missionnaires[réf. nécessaire]